# 姫路GoToWORLD
姫路GoToWORLD（ひめじゴー・トゥ・ワールド、英: Himeji GoToWORLD）は、日本のプロ野球球団。兵庫県姫路市を拠点に2014年から2016年までBASEBALL FIRST LEAGUE（現・関西独立リーグ (2代目)〔さわかみ関西独立リーグ〕）に加盟していた。メイン球場は姫路市立姫路球場。2016年シーズンをもって活動を休止した。

## 概要
姫路市初のプロ野球球団として2014年3月17日に設立。同年に発足したBASEBALL FIRST LEAGUEに兵庫ブルーサンダーズ、06BULLSとともに加盟。発足当時の運営母体は特定非営利活動法人の「ベストベースボールアソシエーション」で、球団代表は斉藤誠だった。
姫路市立姫路球場を本拠地球場としたが、高校野球や社会人野球とのスケジュールの兼ね合いで常時使用することはできないため、姫路市立豊富球場や三木市の兵庫県立三木総合防災公園野球場、佐用町の南光スポーツ公園野球場でも主催試合を開催した。2015年当時の報道では、有料試合を実施していたのは姫路球場だけであった。

## 歴史
2014年
3月17日にリーグ3番目の球団として発足。同年4月からBFLのリーグ戦に参加。初代監督は伊藤文隆。
初年度は他の2チームから大きく引き離される形の3位（首位から14ゲーム差）で終える。
2015年
開幕前に監督の伊藤文隆が退任し、射手園眞一が新監督に就任。
8月1日、運営が「NPO法人ベストベースボールアソシエーション」から「一般社団法人ベースボール・ファースト・リーグ」（ベースボール・ファースト・リーグ運営母体）へ移管されたことが発表された。兵庫ブルーサンダースの高下沢代表は「姫路球団斉藤代表より申し出があり、姫路球団運営法人が撤退することとなった」「リーグ預かり球団として残りのシーズンを戦う」としている。
このシーズンも、前後期とも他の2球団から大きく離され、通算の勝利数が10勝にも届かずに連続3位（最下位）に終わった。
10月31日、次年度も引き続きリーグ預かりの形で運営されることが発表された。
11月24日、北村正富が新球団代表就任。これを機に、今後、新たな運営会社の設立を目指すことも発表された。
2016年
このシーズンも過去2年同様、他の2チームから大きく離され、3年連続してシーズンの勝利数が10勝に満たなかった。
シーズン終了後の12月2日、リーグより「運営会社の見通しが立たない」ことを理由に、同シーズンで活動を休止することが発表された。所属選手はリーグ内他球団への移籍等の手続きが取られる予定と報じられた。

## 活動休止後
2024年時点で活動再開の発表はされていない。一方、2023年6月には新球団「姫路イーグレッターズ」がリーグ加盟の承認を得て、2024年からリーグ戦に参加している。

## 成績
リーグ戦
| 年度 | 期 | 監督       | 順位 | 試合 | 勝利 | 敗戦 | 引分 | 勝率 | ゲーム差 |
| ---- | -- | ---------- | ---- | ---- | ---- | ---- | ---- | ---- | -------- |
| 2014 | 全 | 伊藤文隆   | 3    | 36   | 7    | 24   | 5    | .226 | 14.0     |
| 2015 | 前 | 射手園眞一 | 3    | 23   | 6    | 16   | 1    | .273 | 11.0     |
| 2015 | 後 | 射手園眞一 | 3    | 23   | 3    | 19   | 1    | .136 | 13.5     |
| 2016 | 全 | 射手園眞一 | 3    | 36   | 7    | 29   | 0    | .194 | 18.5     |

トーナメントステージ
| 年度 | 第1回 | 第2回 | 第3回 | 総合 |
| ---- | ----- | ----- | ----- | ---- |
| 2016 | 3位   | 3位   | 3位   | 2位  |